# Etiqueta no Japão
O código de etiqueta no Japão define as expectativas sobre o comportamento social no país e é considerado muito importante. Como em numerosas culturas sociais, a etiqueta varia em grande medida dependendo do status de um em relação à pessoa a ser tratada. Há muitos livros que lidam com o tema.
Algumas convenções podem ser práticas bastante regionais e, portanto, não foram observadas em todas as regiões do Japão. Alguns costumes foram modificados durante o curso da história japonesa. Os que continuam, são um conjunto de costumes aceitos no Japão moderno.

## Reverência
A reverência (お辞儀, o-jigi) ou saudação, é provavelmente o aspecto da etiqueta japonesa que é mais conhecido fora do Japão; (o お é um honorífico, mas não pode ser omitido desta palavra). A reverência é considerada extremamente importante no Japão a tal ponto que, embora seja ensinada às crianças desde pequenas, as empresas oferecem treinamento a seus funcionários sobre como realizar uma reverência de forma correta.